# Чэнь Шуйбянь
Чэнь Шуйбя́нь (кит. трад. 陳水扁, упр. 陈水扁, пиньинь Chén Shuǐbiǎn; хокло Tân Chúi-píⁿ; род. 12 октября 1950, Тайвань) — тайваньский политик, с 20 мая 2000 по 20 мая 2008 года — Президент Китайской Республики и Председатель Демократической прогрессивной партии. Был осуждён по обвинению в коррупции. 5 января 2015 года досрочно освобождён.

## Биография
В 1974 году закончил обучение в Национальном университете Тайваня, бакалавр права. Работал адвокатом, защищал в суде оппозиционеров.
В 1981—1985 годах депутат городского совета Тайбэя, избран как представитель оппозиционного движения независимых кандидатов (оппозиционные партии не были разрешены).
В 1989 году был избран в Законодательный Юань.
В 1994 году был избран мэром Тайбэя от ДПП, впервые мэром стал представитель оппозиции.

### В должности президента
С его приходом к власти в 2000 году прервалось более чем полувековое правление Гоминьдана на Тайване.
Чэнь Шуйбянь был избран на второй срок в 2004 году.
В 2006 году вокруг Чэнь Шуйбяня и его семьи разразился скандал с обналичиванием поддельных чеков на авиабилеты и прочие товары и услуги. В Тайбэе проходили многотысячные и многодневные демонстрации с требованиями отставки президента, однако Чэнь Шуйбянь не ушёл со своей должности. С 2004 по 2007 годы председателя ДПП не выбирали, и за это время в должности сменилось пять исполняющих обязанности: Кэ Цяньмин, Су Чжэньчан, Люй Сюлянь, Ю Сыкунь, Цай Тунжун. 15 октября 2007 года на эту должность снова выбрали Чэнь Шуйбяня, и он пробыл председателем до 12 января 2008 года.
В начале 2008 года партия Чэнь Шуйбяня проиграла парламентские выборы, после чего он ушёл в отставку с должности руководителя партии, в этой должности его сменил исполняющий обязанности Се Чантин. 20 марта 2008 года состоялись очередные президентские выборы, на которых победу одержал кандидат от Гоминьдана Ма Инцзю. С 30 марта по 20 мая 2008 года Чэнь Шуйбянь снова занимал председательский пост.

### Уголовное дело
11 ноября 2008 года Чэнь Шуйбянь был арестован по обвинению во взяточничестве и отмывании денег. Через некоторое время состоялся суд, который признал его виновным по всем пунктам обвинения: растрата государственных средств, отмывание денег, получение взяток, торговля должностями, и приговорил к пожизненному заключению. Его супруга также признана виновной в совершении целого ряда преступлений, в том числе в получении взяток, отмывании денег, торговле официальными должностями, дача ложных показаний и других. 11 июня 2010 года тайваньский суд заменил пожизненное заключение двадцатью годами лишения свободы.
Чэнь Шуйбянь и его супруга У Шуйчжэнь были приговорены к 20 годам тюремного заключения каждый и выплате штрафа в размере 250 млн и 200 млн новых тайваньских долларов соответственно.
5 января 2015 года Чэнь Шуйбянь был досрочно освобождён в связи с «состоянием здоровья и необходимостью пройти курс лечения». Его супруга продолжает отбывать свой срок.

## Награды
- Никарагуа: Орден Рубена Дарио[6]